# برگ نو (گیاه)
برگ نو، مندارچه (نام علمی: Ligustrum vulgare) نام یک گونه از سرده برگ نو است.

## نگارخانه

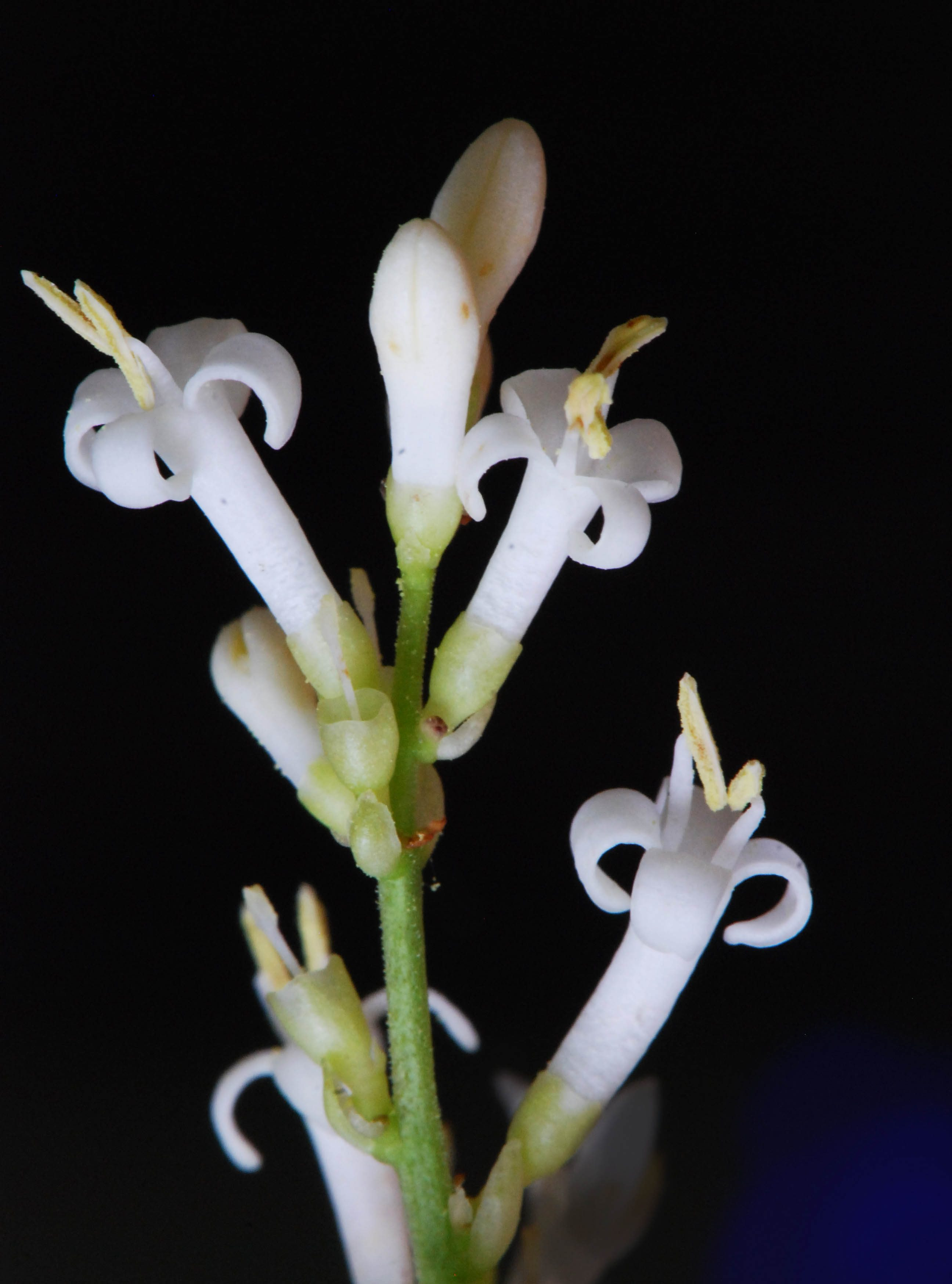
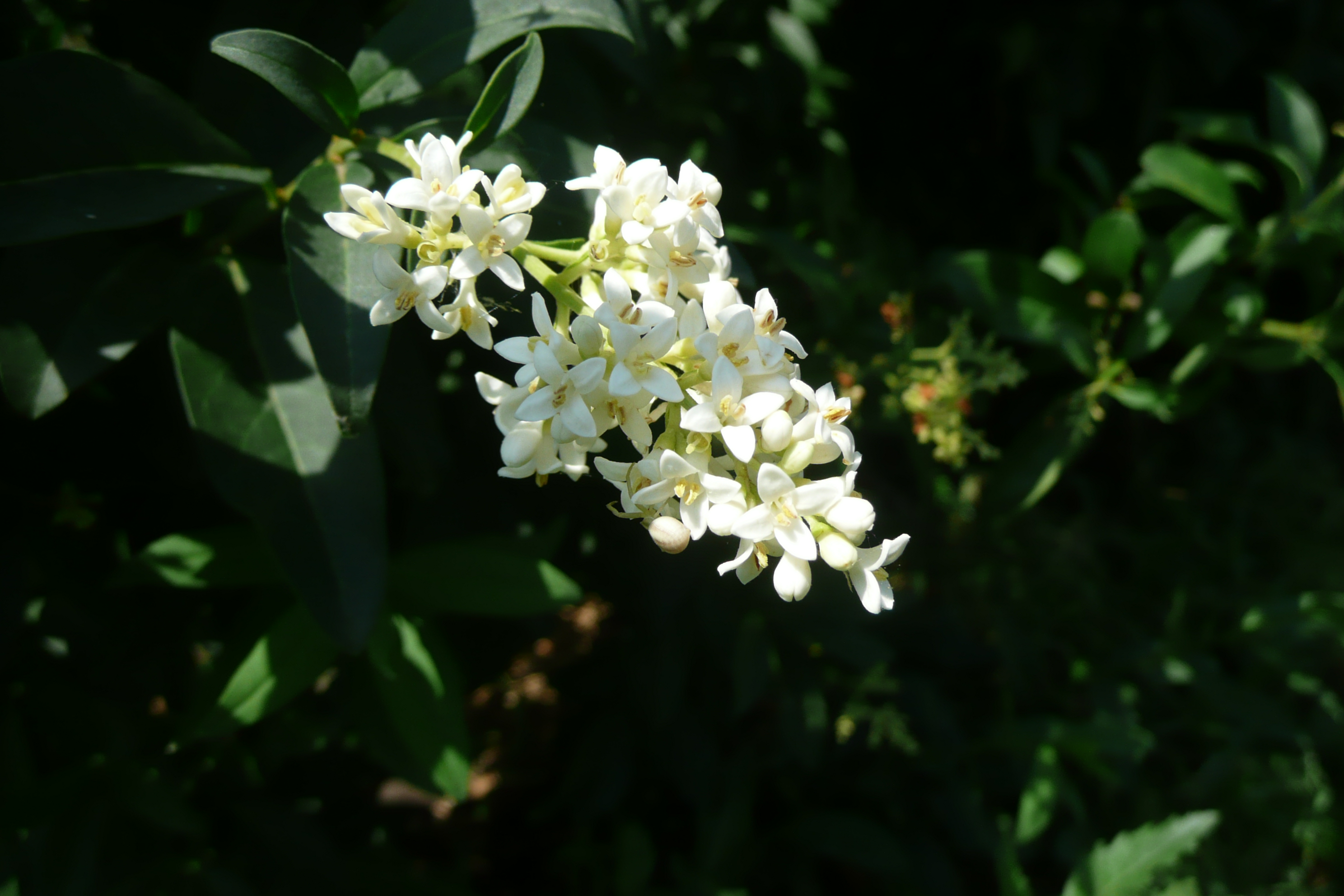
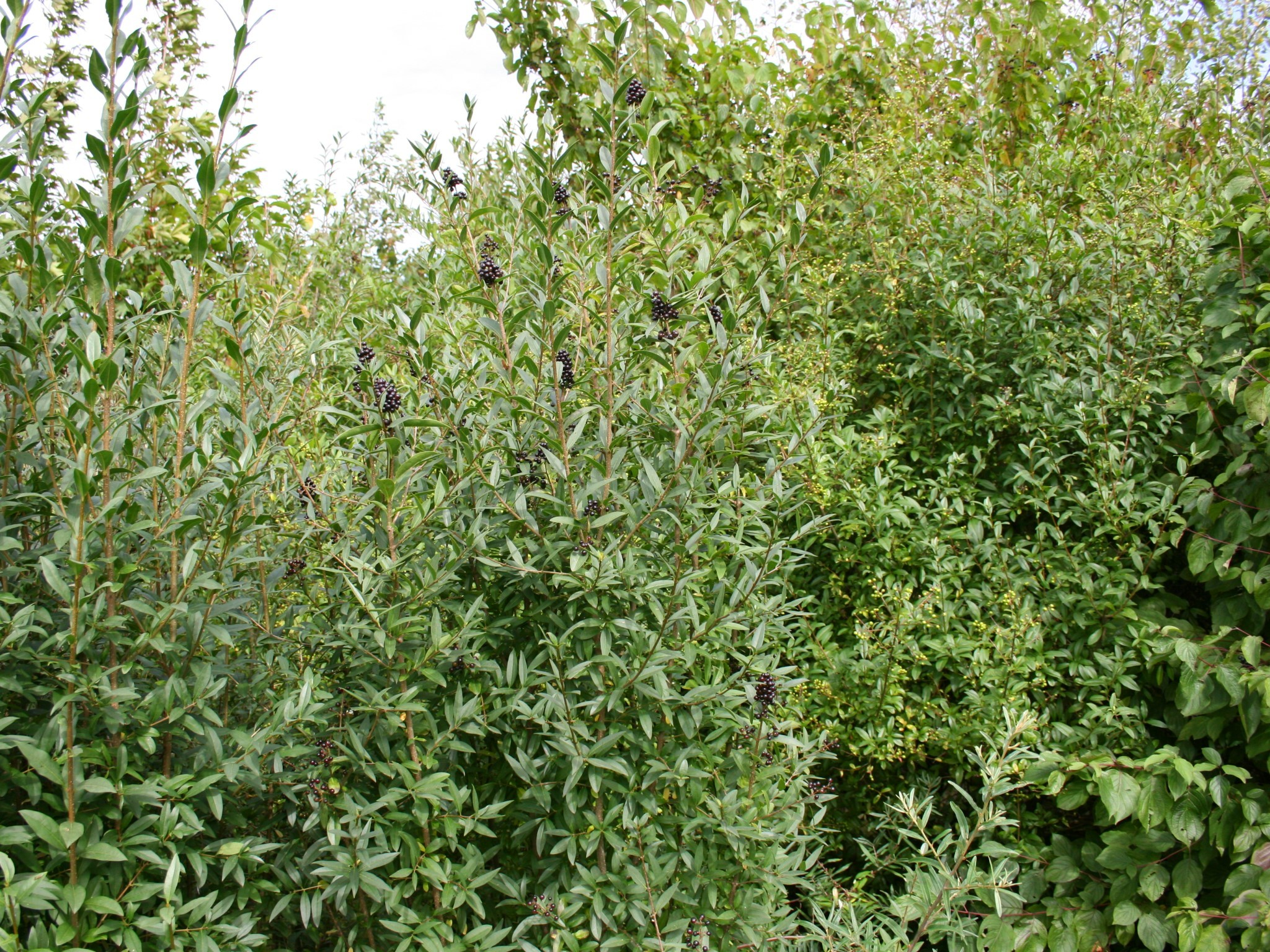
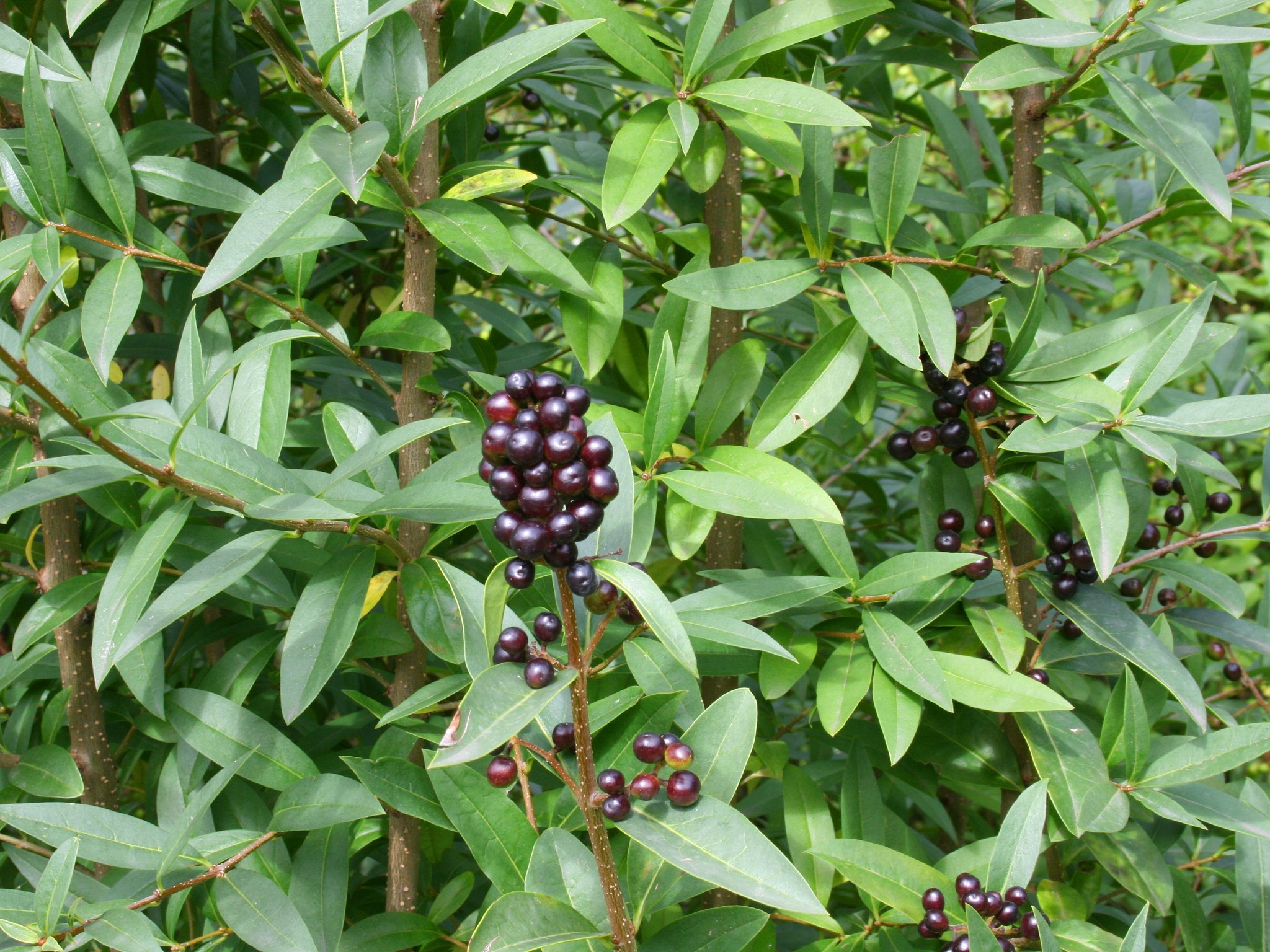
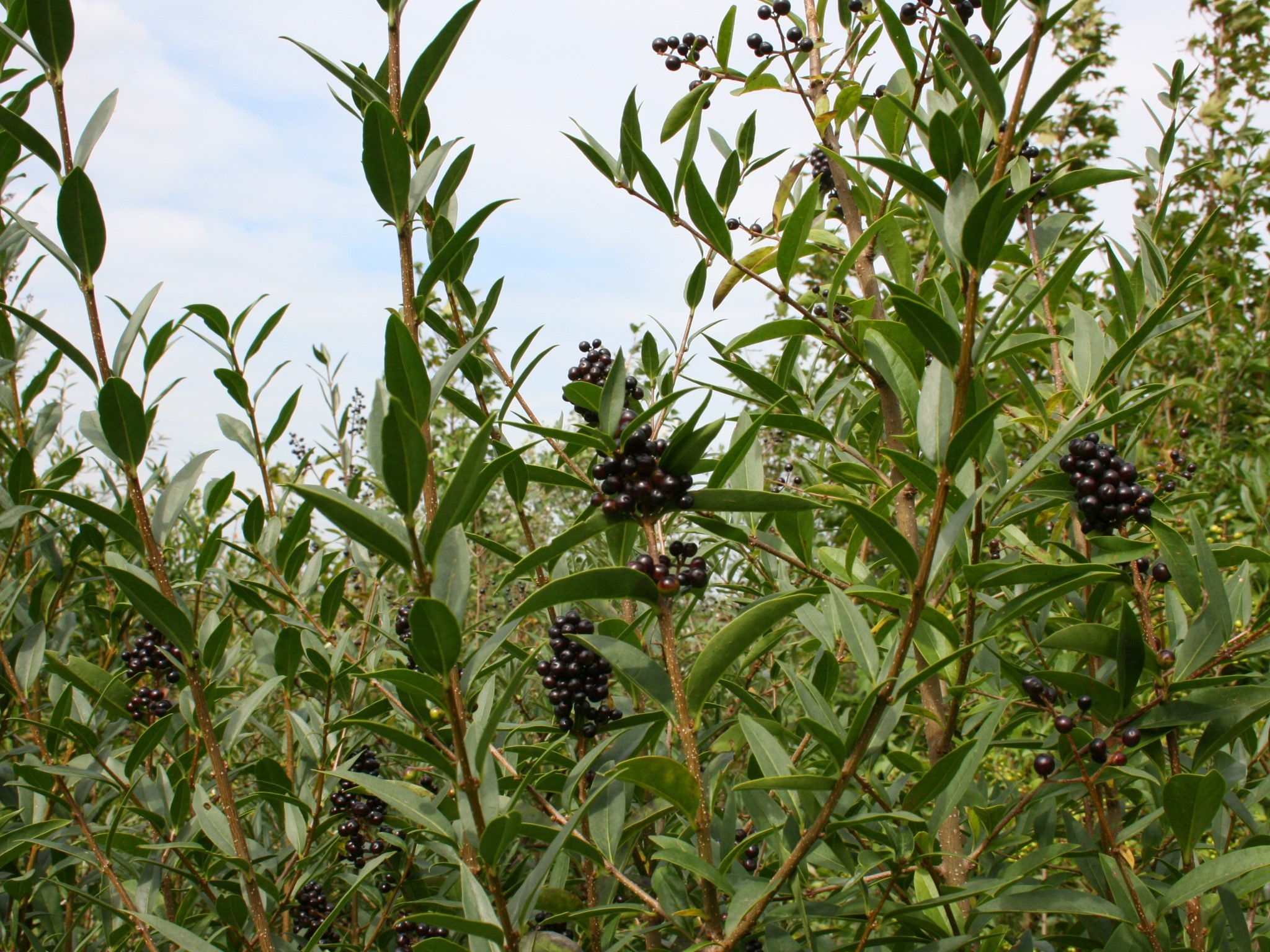